# Сражение при Коленсо
Сражение при Коленсо (The Battle of Colenso) было третьим и последним сражением так называемой «Черной недели» во время Второй англо-бурской войны. Сражение произошло между британской и бурской (Республики Трансвааль и Оранжевой республики) армиями около городка Коленсо в Натале (Южная Африка) 15 декабря 1899 года.
Из-за недостаточной подготовки и разведки, а так же из-за недостаточно решительного командования, британская армия понесла тяжелое, унизительное поражение с большими потерями.

## Предыстория
Вскоре после начала войны в Южную Африку был вызван генерал Редверс Буллер. Он был назначен главнокомандующим британскими войсками в Южной Африке. По прибытии, он обнаружил английские гарнизоны блокированными на отдельных участках фронта при очень плохой связи между гарнизонами. Собрав отряд под командованием генералов Лорда Метуэна и Вильяма Гатакра, Буллер получил в свои руки крупнейшее соединение в Африке, и направил его на снятие блокады Ледисмита.
Буры предприняли несколько рейдов на юг, но, встретив сильную британскую армию, постепенно отступили за реку Тугела к городку Коленсо, и окопались там, перекрывая дорогу и железнодорожную ветку на Ледисмит. Буллер сперва решил совершить обходной манёвр и перейти Тугелу в 80 километрах выше по течению, в Подгитерсе. Однако, он решил, что в Подгитерсе он окажется без телеграфного сообщения с тылом, а кроме того, у него было недостаточно лошадей и вагонов и он опасался в случае неудачи оказаться окруженным в Подгитерсе. Генерал решил провести фланговую атаку и 13 декабря приступил к двухдневной бомбардировке позиций противника.

## Планы буров
После ранения генерала Жубера, командование бурскими частями под Ледисмитом принял генерал Луис Бота. Основной тактической единицей бурской армии было тогда «коммандо», состоящее из всех боеспособных мужчин в районе под командованием выборного «команданта». Бота имел девять таких «командо» и Свазилендское Ополчение. Он развернул свои отряды севернее реки, прикрывая броды. Его план состоял в том, чтобы обстрелять британские части при попытке перейти реку, обойти их правый фланг и выйти в тыл противника силами частей, укрытых на холме Хлангвейн. Другой отряд должен был обойти левый фланг.
Огонь британской артиллерии не нанес повреждений хорошо замаскированным траншеям буров, но отряд на Хлангвейне покинул позиции и отошел за реку. Пришлось набрать новый отряд и снова занять Хлангвейн.
Бурские коммандо было сконцентрированы у бродов. Отряды из Мидллбурга и Йоханнесбурга прикрывали брод Робинсона (Robinson’s Drift) в 13 километрах от Коленсо, отряд из Эрмело прикрывал брод Бридл в 5 километрах от Коленсо, отряды из Зутпанцберга и свазилендское ополчение прикрывали брод Пант-Дрифт. Отряды из Гейдельберга, Врихайда и Кругерсдорпа были развернуты на холмах у Коленсо, а отряды из Ваккерструма и Стендертона занимали высоту Хлагенвейн.

## Сражение
Сражение представляло собой атаку Хилварда на Коленсо, наступление Харта левее через реку и наступление Дундональда на холм Хлангвейн.

### Атака Харта
Рано утром 15 декабря Харт устроил своей Ирландской бригаде получасовое парадное построение, затем построил их в сомкнутые колонны и повел к броду Бридл. Однако, его проводник не знал английского и вывел отряд в неправильное место, к броду Пант-Дрифт. Бота приказал не стрелять, пока англичане не начнут форсировать реку, но бригада Харта, зажатая в излучине реки была слишком соблазнительной целью. Буры открыли огонь и ирландцы сразу же начали нести серьёзные потери. Под огнём они прорвались к реке, но не обнаружили брода в предполагаемом месте.

Подойдя к броду (расположение и даже сам факт существования которого, казалось, не были точно известны), обнаружили, что войскам придется наступать в излучине реки, таким образом, по правому флангу они оказались под мощным перекрестным огнём, а с фронта — под ливнем шрапнели. Нигде не было видно ни единого признака присутствия врага, а наши солдаты, тем не менее, быстро падали. Ужасное, леденящее душу ощущение — наступать через залитую солнцем безлюдную равнину, тогда как твой путь позади усеян рыдающими, задыхающимися, скорчившимися от боли людьми, которые только по месту своих ранений могли догадываться, откуда пришли доставшие их пули. Кругом, как шипение жира на сковороде, раздавалось однозвучное потрескивание и пощелкивание пуль «маузеров», но никто не мог точно определить, откуда они несутся.
— Конан Дойл А. Англо-Бурская война (1899–1902). — М.: Эксмо, 2004.
Бригада залегла на берегу реки и потом отступила. Было потеряно от 500 до 600 человек.

### Атака Хилварда
Английская бригада Хилварда наступала непосредственно на Коленсо при поддержке артиллерии полковника Лонга (две батареи полевой артиллерии, 14-я и 66-я). Под командованием Хилдварда находились 2-й Западный суррейский, 2-й Девонский, Восточный суррейский и Западный йоркширский полки. Они успешно наступали разомкнутым строем и продвинулись довольно далеко в сторону Коленсо, но неожиданно остались без поддержки артиллерии.
Артиллерия Лонга оказалась на расстоянии 1000 метров от позиций буров и попала под интенсивный винтовочный огонь. Две роты шотландских стрелков не смогли спасти положения и приведенные позже две роты девонширцев тоже оказались малополезны. Попытки спасти орудия привели только к ещё большим потерям. В 11:00 было решено оставить орудия. В 16:00 буры предприняли вылазку и захватили 10 орудий и отряд девонширцев.
Потеря орудий вынудила Хилварда остановить наступление, несмотря на то, что он почти вошел в Коленсо.

### Атака Дундональда
Дундональд силами 1000 человек спешенной кавалерии начал наступление на укрепленный холм Хлангвейн. Однако, его люди сразу начали нести потери от винтовочного огня и отступили, потеряв около 130 человек. Бригада Бартона его не поддержала.
В 12:00 было приказано начать отступление и войска вернулись в лагерь. Британцы потеряли 143 человека убитыми, 756 ранеными и 220 пленными. 10 орудий достались бурам. Буры потеряли всего около 50 человек.

## Последствия
Неудача при Коленсо стала тяжелым психологическим ударом для генерала Буллера. Он даже предложил сдать Ледисмит, о чём и сообщил генералу Уайту 16-го декабря: «Вчера я предпринял попытку взять Коленсо, но ничего не добился; неприятель слишком силен для моей армии. Мы способны только на операции по окружению, но на подготовку к ним потребуется целый месяц. Сможете ли вы продержаться так долго? Сколько дней вы можете держаться? Я предлагаю вам расстрелять как можно больше боеприпасов и оговаривать наилучшие условия сдачи.» Но Уайт отказался сдавать Ледисмит.
В январе Буллер вернулся к своему изначальному плану наступления через брод Подгитерс, но это привело к неудачному сражению при Спион-Коп. Буллер вернулся в Коленсо и приступил к захвату холма Хлангвейн, который прикрывал левый фланг буров. Холм был взят и через 10 дней армия Бота отступила от Тугелы. 28 февраля 1900 был освобожден Ледисмит.
После сражения при Коленсо четыре солдата были награждены крестом Виктории за попытки спасения орудий 16-й и 44-й батарей. Это были капитан Вальтер Моррис Конгрейв, капитан Гарри Нортон Шофилд, капрал Джордж Эдвард Нурс и лейтенант Фредди Робертс, который был смертельно ранен.

## Дальнейшее чтение
- Конан Дойл А. Англо-Бурская война (1899–1902). — М.: Эксмо, 2004.
- То же на английском языке:  Conan Doyle, Arthur. The great Boer war. — Smith, Elder, 1900.
- Barthorp, Michael. The Anglo-Boer Wars. — Blandford, 1987. — ISBN 0-7137-1658-4.
- Bossenbroek, Martin. De boerenoorlog :  [нид.]. — Atheneum-Polak & Van Gennep, 2012. — ISBN 978-90-253-6993-4.
- Dupuy, R. E. The Encyclopedia of Military History / R. E Dupuy, T. N. Dupuy. — New York : Harper & Row, 1977. — ISBN 0-06-011139-9.
- Knight, Ian. Colenso 1899: The Boer War in Natal. — Osprey Publishing, 1995. — Vol. #38. — ISBN 1-85532-466-0.
- Kruger, Rayne. Goodbye Dolly Gray: Story of the Boer War. — New English Library, 1964. — ISBN 0-7126-6285-5.
- Pakenham, Thomas. The Boer War. — Cardinal, 1979. — ISBN 0-7474-0976-5.